# Slag bij Las Babias
De Slag om Las Babias vond plaats in het jaar 795 toen de emir van het emiraat Córdoba Hisham I zijn eerdere militaire invallen in 794 wilde wreken tegen het koninkrijk Asturië onder leiding van de broers Abd al-Karim ibn Abd al-Walid en Abd al-Malik ibn Abd al-Walid. De eerdere veldslagen resulteerden in verwoestende verliezen voor het emiraat, vooral bij de Slag bij Lutos, waar een van de generaals van de emir tijdens de strijd sneuvelde. De strijd resulteerde in een overwinning voor de Omajjaden.

## Achtergrond
De Omajjadische emir, Hirsham I, zocht wraak voor de nederlaag van zijn leger in 794 bij de Slag bij Lutos, waarbij de Omajjadische generaal Abd al-Malik ibn Abd al-Walid sneuvelde. Om dit doel te bereiken, stuurde hij zijn broer Abd al-Karim ibn Abd al-Walid aan het hoofd van een leger van 10.000 man onder de wapens tegen het Koninkrijk Asturië.
De emir organiseerde ook een ander leger dat optrok tegen het koninkrijk Galicië om elke mogelijke bekering van christelijke troepen af te leiden naar het leger van zijn broer in Asturië. Deze tweede colonne trok Galicië binnen en verwoestte het land. Na de terugtrekking kwam het in een afzonderlijk gevecht met de Galicische en Asturische troepen en werd het op de vlucht geslagen. Bij deze actie leden de moslims zware verliezen en werden troepen gevangen genomen, maar ze wisten uiteindelijk te ontsnappen.
Koning Alfonso II van Asturië, die zijn leger had versterkt met lokale machus sloeg zijn kamp op nabij Astorga. Het gebied was een uitvalsbasis geweest voor islamitische aanvallen op Asturië via Puerto de Mesa. Van daaruit stuurde de Asturische koning de lokale bewoners de omliggende bergen in en wachtte tot de Omajjadische troepen hem zouden aanvallen. De locatie was gunstig omdat zijn terugtrekking via Puerto de Ventana gegarandeerd was.

## Strijd
Abd al-Karim stuurde zijn voorhoede van 4.000 man tegen de hoofdmacht van Alfonso II onder bevel van Farach ibn Kinanah, de commandant van de Sidoniyya-divisie. Abd al-Karim ibn Abd al-Walid ging kort daarna zelf vooruit met de achterhoede en de reserves en hun gecombineerde troepen slaagden erin de Asturiërs met succes te verslaan. Zoals gepland trokken de Asturiërs zich terug via Puerto de Ventana terwijl ze een achterhoedegevecht voerden tegen de achtervolgende cavalerie van de Omajjaden.

## Nasleep
Abd al-Karim ibn Abd al-Walid en Farach ibn Kinanah gingen vervolgens verder met het verslaan van de strijdkrachten van het Koninkrijk Asturië in de Slag om Río Quirós, opnieuw in de Slag om Río Nalón, en culmineerden in de verovering van Oviedo. Met het begin van de winter trokken de Omajjadische troepen zich terug naar hun land zonder het Koninkrijk Asturië een genadeslag toe te brengen. De Asturische koning Alfonso II wist met zijn gastheer te ontsnappen.
De dood van emir Hisham I en de daaropvolgende geschillen tussen zijn erfgenamen zorgden ervoor dat het Koninkrijk Asturië in de loop van een paar jaar kon herstellen van de reeks nederlagen. De tijd gaf Alfonso II van Asturië de tijd om een alliantie aan te gaan met Karel de Grote, de koning van de Franken.